# Shadowland (álbum de Dark Moor)
Shadowland es el álbum debut de la banda española de power metal neoclásico, Dark Moor. Lanzado en octubre de 1999 a través de la discográfica Arise Records. Fue uno de los primeros álbumes del género power metal en España, siendo los integrantes de la banda influenciados por agrupaciones europeas del género como Stratovarius, Blind Guardian y Helloween. El álbum cuenta con la participación del cantante español Leo Jiménez.
En su momento el grupo fue criticado por tratarse de una banda hispana cantando en inglés, pero Dark Moor siempre defendieron querer formar parte de los grupos de power metal que les influenciaron, siendo estos en su mayoría artistas que cantan en inglés. Por tratarse de un álbum grabado en tiempos en que no existían muchos estudios especializados para grabar Heavy Metal en España, el guitarrista y líder de la agrupación, Enrik García, admite que la grabación contiene “errores” y el álbum no se escucha como a él le hubiese gustado que quedara. Además de que en términos de composición no le parece un trabajo muy maduro, pues contiene composiciones que el mismo guitarrista hizo cuando tenía doce años.
En 2005, el álbum se reeditó y se lanzó como un disco doble con un nuevo arte de portada. El segundo disco, llamado “Bonus CD”, únicamente incluye grabaciones de la banda en su versión demo.

## Lista de canciones
| N.º   | Título                      | Escritor(es)                                         | Duración |  |
| 1.    | «Shadowland» (Instrumental) | Enrik García, Roberto Peña de Camús, Elisa C. Martin | 0:36     |  |
| 2.    | «Walhalla»                  | Enrik García, Elisa C. Martin, Anan Kaddouri         | 6:57     |  |
| 3.    | «Dragon Into The Fire»      | Enrik García, Albert Maroto                          | 5:05     |  |
| 4.    | «Calling On The Wind»       | Enrik García, Albert Maroto, Elisa C. Martin         | 5:04     |  |
| 5.    | «Magic Land»                | Enrik García, Albert Maroto                          | 4:58     |  |
| 6.    | «Flying»                    | Enrik García                                         | 6:40     |  |
| 7.    | «Time Is The Avenger»       | Enrik García                                         | 7:11     |  |
| 8.    | «Born In The Dark»          | Enrik García, Jorge Sáez, Elisa C. Martin            | 5:06     |  |
| 9.    | «The King's Sword»          | Enrik García                                         | 5:50     |  |
| 10.   | «The Call» (Bonus track)    | Enrik García, Elisa C. Martin                        | 6:51     |  |
| 54:18 |                             |                                                      |          |  |

| Bonus CD en reedición de 2005 |                              |          |  |
| N.º                           | Título                       | Duración |  |
| 11.                           | «God Save The King» (Intro)  | 0:42     |  |
| 12.                           | «Walhalla» (Demo)            | 7:14     |  |
| 13.                           | «Flying» (Demo)              | 6:38     |  |
| 14.                           | «For You» (Demo)             | 6:32     |  |
| 15.                           | «Infinite Dreams» (Demo)     | 5:01     |  |
| 16.                           | «Dreams Of Madness» (Demo)   | 6:22     |  |
| 17.                           | «Time Is The Avenger» (Demo) | 7:28     |  |
| 18.                           | «The King's Sword» (Demo)    | 4:54     |  |
| 44:51                         |                              |          |  |

## Miscelánea
- “Walhalla” habla acerca del mítico paraíso nórdico.
- “The King's Sword” habla sobre la espada Excálibur de la leyenda arturiana.
- “The Call” está basada en el libro La llamada de Cthulhu, del autor H. P. Lovecraft.[7]

## Créditos

### Alineación principal
- Elisa C. Martin - Voz principal, Coros, Arreglos orquestales en pistas 1 y 2.
- Enrik García - Guitarra, Coros, Arreglos orquestales en pistas 1, 2, 6, 7, 8 y 9.
- Albert Maroto - Guitarra, Coros, Arreglos orquestales en pistas 3, 4 y 5.
- Anan Kaddouri - Bajo
- Roberto Peña De Camús - Teclados, Arreglos orquestales en pistas 1 y 2.
- Jorge Sáez - Batería

### Músicos invitados
- Leo Jiménez - Coros en pista 2
- Carlos Maroto - Piano en pista 4

### Producción
- Producido por Dark Moor, Chema y Javi M. El álbum fue grabado y mezclado en NC Studios con Chema como ingeniero de audio. Fue masterizado en T.N.S. Studios.

### Diseño
- Blackie C. Martin - Arte de portada (en la edición de 1999) (A tener en cuenta que no existe parentesco alguno con la vocalista Elisa C. Martin. Se trató de una amiga de Enrik que era muy unida al grupo y les dibujó la portada del álbum. La misma Elisa menciona que es una casualidad que compartieran apellido.) [8]
- Derek Gores - Arte de portada (en reedición de 2005)
- Alfonso “El Abuelo” - Fotografía
- Diana Álvarez - Diseño de portada y libreto (en reedición de 2005)
- Lorena C. - Logo (en reedición de 2005)